# Shaquille Leonard
Pour les articles homonymes, voir Léonard.
(en) Statistiques sur pro-football-reference
Darius Shaquille Leonard, né le 27 juillet 1995 à Nichols en Caroline du Sud, est un joueur américain de football américain.
Linebacker, il joue pour la franchise des Colts d'Indianapolis dans la National Football League (NFL).

## Biographie

### Carrière universitaire
Étudiant à l'université d'État de Caroline du Sud, il a joué pour leur équipe des Bulldogs dans la NCAA Division I FCS de 2014 à 2017. Il y est désigné meilleur joueur défensif 2016 et 2017 de la Mid-Eastern Athletic Conference (MEAC),.

### Carrière professionnelle
Leonard est sélectionné en 36e choix global lors du deuxième tour de la draft 2018 de la NFL par les Colts d'Indianapolis. Le 23 juillet 2018, Leonard signe son contrat rookie de quatre ans d'un montant de 7,24 millions de $ dont 4,16 millions garantis et une prime à la signature de 3,35 millions.
Il a un impact immédiat au sein de la défense des Colts dès sa première saison professionnelle. Il termine celle-ci en tant que meilleur plaqueur de la ligue avec 163 tacles dont 111 en solo, en plus de réaliser sept sacks, le deuxième plus haut nombre parmi les joueurs débutants. Ses performances lui permettent d'être désigné meilleur joueur défensif AFC des 2e et 17e semaines ainsi que du mois de décembre en plus d'être désigné meilleur débutant défensif NFL du mois de septembre et de la saison 2018. Il est également sélectionné dans la première équipe All-Pro de la ligue.
Il confirme la saison suivante et est récompensé par une première sélection au Pro Bowl. Bien qu'il ait raté trois matchs à la suite d'une blessure, Leonard est à nouveau le meilleur plaqueur de son équipe (121 tacles dont 71 en solo, cinq sacks six passes défendues, cinq interceptions et deux fumbles forcés). Il devient ainsi le premier joueur NFL depuis la saison 1983 à totaliser plus de dix sacks et plus de cinq interceptions lors de ses 25 premiers matchs dans la ligue.
Devenu un pilier de la défense des Colts, il est désigné meilleur joueur défensif AFC de la 17e semaine 2020, est sélectionné pour disputer son deuxième Pro Bowl et figure à nouveau dans l'équipe type All-Pro. Il récidive en 2021 en étant désigné meilleur défenseur AFC de la 15e semaine tout en étant à nouveau sélectionné au Pro Bowl et dans l'équipe type All-Pro.
Au cours de l'intersaison, Leonard subit une intervention chirurgicale au dos pour corriger les nerfs touchés par ses disques.
La saison 2022 de Leonard est gâchée par diverses blessures. Il rate en effet les trois premiers matchs de la saison 2022. De retour en 4e semaine, il se casse le nez et est victime d'une commotion ce qui le prive de trois autres rencontres. Il revient pendant deux matchs mais sa blessure au dos se réveille avant la rencontre de la 10e semaine. Placé le 12 novembre 2022 sur la liste des réservistes blessés, il reste indisponible pour le reste de la saison.

## Vie privée
Leonard est l'un des neuf enfants d'une mère célibataire. Au collège, deux de ses frères aînés ont été arrêtés et condamnés à perpétuité à la suite d'un meurtre. Il est également le frère cadet de l'ancien joueur de la NFL Anthony Waters (en). Le 11 novembre 2017, après la victoire contre Hampton, Leonard demande en mariage sa petite amie Kayla qu'il connaissait depuis la maternelle. En décembre 2018, Leonard annonce que le couple attend une petite fille. Le couple aura deux filles, Mia née le 28 mars 2019 et Laila née le 4 juin 2021.
Leonard est apparu dans l'épisode du 12 juillet 2020 de « Celebrity Family Feud (en) » dans lequel les étoiles montantes de la NFL affrontent d'anciens joueurs intronisés au Pro Football Hall of Fame dont Michael Irvin et Cris Carter.
Bien qu'il ait été fait référence à son premier prénom « Darius » depuis le début de sa carrière, il demande aux journalistes en 2022 à être désormais appelé sous son deuxième prénom, « Shaquille ».

## Statistiques
| Taille             | Poids           | Bras            | Main            | Sprint   | Sprint   | Sprint   | Shuttle 20 yards | 3 cones drill | Détente       | Détente             | Développé couché | Test Wonderlic |
| Taille             | Poids           | Bras            | Main            | 40 yards | 10 yards | 20 yards | Shuttle 20 yards | 3 cones drill | verticale     | horizontale         | Développé couché | Test Wonderlic |
| 1.88 m (6 ft 2 in) | 106 kg (234 lb) | 87 cm (34 ⅜ in) | 26 cm (10 ¼ in) | 4,70 s   | 1,69 s   | 2,77 s   | 4,63 s           | 7,37 s        | 97 cm (38 in) | 325 cm (10 ft 8 in) | 20 reps          | -              |

| Légende | Légende               |
| ------- | --------------------- |
|         | Mène la Ligue         |
|         | Gagnant du Super Bowl |
| Gras    | Record de carrière    |

| Année              | Équipe               | MJ |       | Plaquages | Plaquages | Plaquages | Plaquages |       | Interceptions | Interceptions | Interceptions | Interceptions |  | Fumbles | Fumbles |
| Année              | Équipe               | MJ | Total | Seul      | Ast.      | Sacks     | Nb.       | Yards | Déf.          | TD            | Nb.           | Rec.          |  |         |         |
| 2018               | Colts d'Indianapolis | 15 | 163   | 111       | 52        | 7,0       | 2         | 38    | 8             | 0             | 4             | 2             |  |         |         |
| 2019               | Colts d'Indianapolis | 13 | 121   | 071       | 50        | 5,0       | 5         | 92    | 7             | 1             | 2             | 0             |  |         |         |
| 2020               | Colts d'Indianapolis | 14 | 132   | 086       | 46        | 3,0       | -         | -     | 7             | -             | 3             | 2             |  |         |         |
| 2021               | Colts d'Indianapolis | 16 | 122   | 075       | 47        | 0,0       | 4         | 12    | 8             | 0             | 8             | 3             |  |         |         |
| 2022               | Colts d'Indianapolis | 03 | 011   | 08        | 03        | 0,0       | 1         | 15    | 1             | 0             | 0             | 0             |  |         |         |
| Totaux en carrière | Totaux en carrière   | 61 | 549   | 351       | 198       | 15        | 12        | 157   | 31            | 1             | 17            | 7             |  |         |         |

| Année              | Équipe               | MJ |       | Plaquages | Plaquages | Plaquages | Plaquages |       | Interceptions | Interceptions | Interceptions | Interceptions |  | Fumbles | Fumbles |
| Année              | Équipe               | MJ | Total | Seul      | Ast.      | Sacks     | Nb.       | Yards | Déf.          | TD            | Nb.           | Rec.          |  |         |         |
| 2018               | Colts d'Indianapolis | 2  | 27    | 15        | 12        | 0,0       | 0         | 0     | 1             | 0             | 1             | 1             |  |         |         |
| 2020               | Colts d'Indianapolis | 1  | 12    | 09        | 03        | 0,0       | 0         | 0     | 0             | 0             | 0             | 0             |  |         |         |
| Totaux en carrière | Totaux en carrière   | 3  | 39    | 24        | 15        | 0,0       | 0         | 0     | 1             | 0             | 1             | 1             |  |         |         |